# جيم رينولدز
جيم رينولدز (بالإنجليزية: Jim Reynolds)‏ هو حكم كرة قاعدة ‏ أمريكي، ولد في 22 ديسمبر 1968 في مارلبورو في الولايات المتحدة.